# Баташева Геня Яківна
Геня Яківна Баташева(* 1924 — † 1999) — уродженка Києва з єврейської родини, одна з двадцяти людей, кому вдалося вратуватись з Бабиного Яру.

## Життєпис
Народилась у 1924 році. Перед початком війни пішла працювати. Батько Гені був мобілізований до Червоної армії. Сім'я залишалася в окупованому нацистами Києві. Мама, якій не виповнилося й 40 років, сестра близнючка Ліза й братик 11 років мешкали на вулиці Тургенівській, 46. В інтерв'ю, яке Баташева дала в Ізраїлі 1992 року, вона дуже тепло та ніжно згадує своє дитинство, місто, сусідів та ігри.

## Події під час окупації Києва
Німці ввійшли до столиці 19 вересня 1941 року. 28 вересня з'явилися оголошення з вимогою всім євреям зібратися на вулицях Дігтярівській та Мельникова. Серед населення ширилися різні чутки, а найбільше про те, що їх неодмінно мають вивезти на нове місце проживання. Родина Баташевих опинилася в Бабиному Яру. Побачене в цьому місці, глибоко вразило Геню. На землі лежало і плакало кимось загублене немовля. Нацист підійшов й одним пострілом знищив дитину. Геня знепритомніла, а коли оговталася, то рідних вже не було поруч. В натовпі вона побачила 14-річну дівчинку, що мешкала в тому ж дворі. Її звали Марія Пальті. Дівчата були біляві, і їм якось вдалося переконати охоронців, що вони не єврейки.
Опинившись у своєму дворі, вони постукали до підвалу. Там мешкала сім'я Лущеєвих. Геня і Марія певний час переховувались у цих людей, але весь час думали про подальші дії. Бо якби схованку викрили, смерть загрожувала б не тільки їм, єврейкам, а й усі родині Лущеєвих. На щастя, знайомий сусід дістав дівчатам фальшиві документи і допоміг їм вибратися з окупованого Києва. Геня і Марія витримали чимало випробувань перш ніж перейшли лінію фронту. В тилу дівчатам доводилося працювали на різних роботах. Після війни батько Гені повернувся з фронту додому, намагався шукати сім'ю, якої вже не було… Тільки згодом через Лущеєвих знайшов єдину вцілілу Геню.

## Життя після війни
Після війни Геня Баташева повернулася до Києва, вийшла заміж та почала працювала бухгалтером. Вона була одним з небагатьох свідків розстрілів у Бабиному Яру. Проте згадувати про трагедію єврейства в СРСР було заборонено, говорили про місце масової страти «радянських мирних громадян». На повен голос ця історія зазвучала після здобуття Україною незалежності. Геня Баташева давала свідчення про злочини нацистів, стала героїнею фільмів «Шолом, мир вам» (1990), «Дорога довжиною в півстоліття» (1991) та ін. На початку 1990-х виїхала до Ізраїлю, де й померла 1999 року.